# رادیو

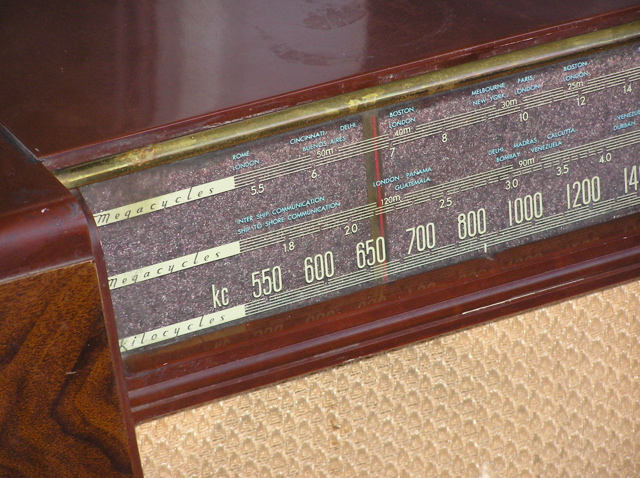
یک گیرندهٔ کلاسیک رادیو

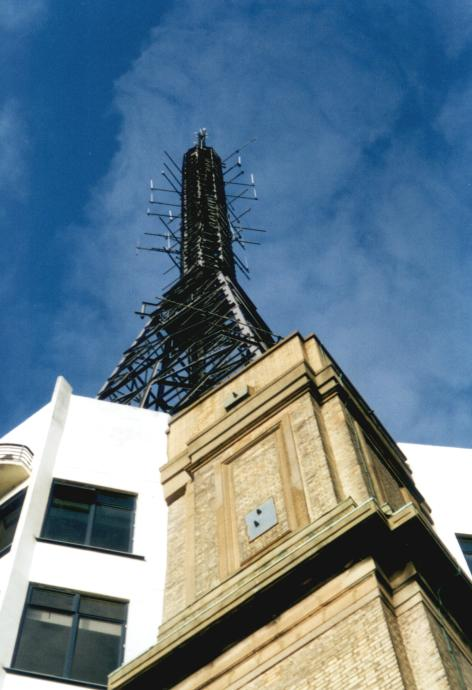
کاخ الکساندرا، دکل ایستگاه رادیویی

رادیو (به انگلیسی: Radio) به سامانه و نیز دستگاهی گفته می‌شود که صدا، پیام، یا در حالت کلی، یک سیگنال را به وسیله امواج رادیویی منتقل (ارسال یا دریافت) می‌کند.
ارتباط رادیویی، ارسال سیگنال‌ها با استفاده از مدولاسیون امواج الکترومغناطیسی و در فرکانس‌های رادیویی است.
امواج الکترومغناطیسی می‌توانند از هوا و خلأ بگذرند. اطلاعات (صدا، تصویر، پیام) با استفاده از روش‌های معین و با تغییر بعضی از مشخصه‌های امواج منتشر شده مانند دامنه، فرکانس، فاز یا پهنای پالس منتقل می‌شوند. امواج الکترومغناطیسی یا به‌طور مستقیم از راه بازتاب یا پراش از محیط (هوا، خلأ) عبور می‌کنند. شدت امواج الکترومغناطیسی، با افزایش فاصله از منبع انتشار کم می‌شود و در بعضی موارد هم انرژی آن‌ها توسط محیط انتشار جذب می‌شود (مانند جذب امواج مایکروویو توسط قطرات باران). پارازیت (تداخل) عموماً موج منتشر شده را دچار تغییر می‌کند؛ این تداخل الکترومغناطیسی از سوی منابع طبیعی (مانند رعد و برق) یا منابع مصنوعی (مثل دیگر فرستنده‌ها و انتشار دهنده‌های ناگهانی) ناشی می‌شود. همچنین در گیرنده، نویز تولید می‌شود (نویز را نباید با پارازیت یکی دانست). اگر توان نویز یا تداخل به اندازه کافی زیاد باشد، سیگنال مورد نظر دیگر قابل تشخیص و آشکارسازی نیست. این موضوع اساساً باعث محدود شدن گسترهٔ ارتباطات رادیویی می‌شود.

## مخابرات رادیویی
در سامانه‌های مخابرات رادیویی، اطلاعات با استفاده از امواج رادیویی در فضا منتقل می‌شود. در پایان ارسال‌سازی، اطلاعاتی که باید ارسال شود توسط نوعی مبدل به سیگنال الکتریکی متغیر با زمان به نام سیگنال مدولاسیون تبدیل می‌شود. سیگنال مدولاسیون ممکن است یک سیگنال صوتی بیان‌گر صدا از یک میکروفون، یک سیگنال ویدئویی بیانگر تصاویر متحرک از یک دوربین فیلمبرداری، یا یک سیگنال دیجیتال متشکل از دنباله ای از بیت‌ها بیانگر داده‌های باینری از یک کامپیوتر باشد. سیگنال مدولاسیون به یک فرستنده رادیویی اعمال می‌شود. در فرستنده، یک نوسان ساز الکترونیکی یک جریان متناوب نوسانی در فرکانس رادیویی تولید می‌کند که موج حامل نامیده می‌شود زیرا برای «حمل» اطلاعات از طریق هوا کار می‌کند. سیگنال اطلاعات برای مدوله کردن حامل استفاده می‌شود، برخی از جنبه‌های موج حامل را تغییر می‌دهد و اطلاعات را بر روی حامل جایگزین‌سازی می‌کند. سامانه‌های رادیویی مختلف از روش‌های مدولاسیون مختلفی استفاده می‌کنند:
ای‌ام (مدولاسیون دامنه) - در یک فرستنده ای‌ام، دامنه موج حامل رادیویی توسط سیگنال مدولاسیون تغییر می‌کند؛: 3
اف‌ام (مدولاسیون فرکانس) - در فرستنده اف‌ام، فرکانس موج حامل رادیویی توسط سیگنال مدولاسیون تغییر می‌کند؛: 33 در رادیوهای وی اِچ اِف (فرکانس بسیار زیاد) به‌جای مدوله‌کردن دامنه (AM)، از مدوله کردن فرکانس (FM) استفاده می‌شود. در روش اِف‌اِم، سیگنال خروجی میکروفون به جای آن که دامنه موج رادیویی را تغییر دهد، فرکانس آن را تغییر می‌دهد. از روش اِف‌اِم برای پخش استریو و دستیابی به کیفیت عالی استفاده می‌شود؛ زیرا تداخل کم‌تر از اِی‌ام (AM) در آن تأثیر می‌گذارد.
اف‌اس‌کا (کلیدزنی جابجایی-فرکانس) - در دستگاه‌های دیجیتال بی‌سیم برای انتقال سیگنال‌های دیجیتال استفاده می‌شود، فرکانس موج حامل بین فرکانس‌ها جابجا می‌شود.: 58.
اواف‌دی‌ام (همتافت‌سازی تقسیم فرکانس متعامد) - خانواده ای از روش‌های مدولاسیون دیجیتال پیچیده که به‌طور گسترده در سامانه‌هایی با پهنای‌باند بالا مانند شبکه‌های وای-فای، تلفن‌های همراه، پخش‌همگانی تلویزیون دیجیتال و پخش‌همگانی صوتی دیجیتال (DAB) برای انتقال داده‌های دیجیتال با استفاده از حداقل پهنای‌باند طیف رادیویی استفاده می‌شود.

## اجزای سامانه مخابراتی

### فرستنده
شامل یک منبع سیگنال (اُسیلاتور)، که موج حامل با فرکانس معیّنی تولید می‌کند و نیز فرایندی برای تغییر بعضی از خصوصیات موجِ حاملِ تولیدشده (مانند دامنه، فرکانس، فاز یا ترکیبی از این‌ها) بر اساس اطلاعات (صدا، تصویر و …) است. به این فرایند، مدولاسیون می‌گویند. فرستنده، موجِ حاملِ مُدوله‌شده را پس از تقویت به آنتن می‌دهد که آن را به یک موج الکترومغناطیسی تبدیل کند که می‌تواند از هوا و خلأ عبور کند (گاهی با یک قطبش مشخص).

#### اجزای فرستنده
- میکروفون: صدا را به سیگنال الکتریکی تبدیل می‌کند.
- نوسان‌ساز: موج حامل را تولید می‌کند.
- مدوله‌کننده (به انگلیسی: Modulated): موج حامل را با سیگنال خروجی میکروفون مُدوله می‌کند (مثلاً دامنه آن را بر اساس سیگنال میکروفون تغییر می‌دهد).
- تقویت‌کننده: توانِ موج حامل مدوله‌شده را قبل از ورود به آنتن تقویت می‌کند.
- آنتن فرستنده: موجِ حاملِ مُدوله‌شده را به امواج الکترومغناطیسی تبدیل و منتشر می‌کند.

### گیرنده
امواج الکترومغناطیس به وسیلهٔ آنتن گیرنده دریافت می‌شوند. آنتن گیرنده، امواج را گرفته و را به سیگنال الکتریکی تبدیل می‌کند. گیرنده این سیگنال را آشکار کرده و اطلاعات آن را (صدا، تصویر و …) استخراج می‌کند.

#### اجزای گیرنده
- آنتن گیرنده: امواج رادیویی را می‌گیرد. این امواج در آنتن، سیگنال‌های ضعیف‌الکتریکی تولید می‌کنند.
- تیونر: سیگنال یک ایستگاه رادیویی را انتخاب می‌کند و سایر سیگنال‌ها را حذف می‌کند سپس توسط مخلوط‌کننده فرکانس، فرکانس سیگنال دریافتی را کاهش می‌دهد.
- آشکارساز: سیگنال صوتی را از موجِ حاملِ مُدوله شده استخراج می‌کند.
- تقویت‌کننده: سیگنال صوتی را برای بلندگو تقویت می‌کند.
- بلندگو: سیگنال الکتریکی را به ارتعاشات صدایی مشابه آنچه به میکروفون رسیده بود تبدیل می‌کند.

## کاربردهای رادیو
از اولین کاربردهای رادیو، فرستادن پیغام‌ها برای ناوگان‌های دریایی، به صورت تلگراف با استفاده از کد مورس بین کشتی‌ها و زمین بوده و اولین استفاده‌کننده‌ها شامل تفنگداران و ناوهای دریایی ژاپن و روسیه در طول جنگ تسوشیما در ۱۹۰۵ بوده است. یکی از استفاده‌های فراموش نشدنی از تلگراف‌های دریایی، به هنگام غرق شدن کشتی تایتانیک در سال ۱۹۱۲ است، که شامل ارتباط بین اپراتور روی کشتی در حال غرق و کشتی‌های نزدیک به آن و ارتباط با ساحل برای گزارش نجات یافتگان بوده است.
با توجه به ویژگی‌های خاصی که رادیو دارد از جمله قابلیت حمل، ارزان و اقتصادی بودن، ضریب نفوذ و کاربر پسند بودن، برای تاب آوری بحران یا در آموزش و اطلاع‌رسانی در جنگ و حوادث تروریستی گرفته تا بحران‌های طبیعی از قبیل سیل و زلزله هنوز هم این وسیله گزینه ای بی رقیب می‌تواند باشد لذا با اطمینان می‌توان گفت رادیو رسانه تاب آوری است.
رادیو برای انتقال دستورها و ارتباط بین نیروی ارتش و نیروی‌های دریایی در جنگ جهانی اول استفاده شده است، آلمان‌ها از ارتباط رادیویی برای پیغام‌های سیاسی زمانی که کابل‌های زیر دریا توسط بریتانیایی‌ها قطع می‌شد، استفاده می‌کردند. ایالات متحده «اصول چهارده‌گانه» رئیس‌جمهور وقت «وودرو ویلسون» را از طریق رادیو در طول جنگ مخابره می‌کرد.
برنامه‌های رادیویی از سال ۱۹۰۹، توسط «سن خوزه» از کالیفرنیا شروع شد و در سال ۱۹۲۰ عمومیت پیدا کرد. با کمک به رسمیت شناختن همه‌جانبه توسط گیرنده‌های رادیویی، به ویژه در اروپا و ایالات متحده، در کنار برنامه رادیویی، برنامه‌های زنده، شامل پیغام‌های تلفنی و اعلام پخش برنامه‌ها، در سال ۱۹۲۰ و ۱۹۳۰ همه گیر شد.
دیگر استفاده‌های رادیو در سال‌های قبل از جنگ، توسعه دستگاه شناسایی هواپیماها و کشتی با کمک رادار بوده. امروزه رادیو حالت‌های مختلفی دارد؛ شامل شبکه‌های بی‌سیم (یا وایرلس) و شبکه‌های موبایل، درست مانند برنامه‌های رادیویی.
قبل از ظهور تلویزیون، برنامه‌های رادیویی فقط شامل اخبار و آهنگ نبودند و شامل درام، کمدی، نمایشنامه‌های گوناگون و بسیاری دیگر از سرگرمی‌ها بوده است.
از امواج رادیویی علاوه بر پخش صدا، در انواع دیگری از وسایل ارتباطی استفاده می‌شود. ماشین‌های پلیس و آتش‌نشانی، تاکسی‌های تلفنی و آمبولانس‌ها برای برقراری ارتباط با مرکز یا یکدیگر از امواج رادیویی دوطرفه استفاده می‌کنند. تلفن‌های همراه (موبایل) به کمک امواج رادیویی با شبکه اصلی تلفن ارتباط دارند. در تلویزیون برای ارسال تصویر و صدا از امواج رادیویی استفاده می‌شود. فضاپیماها هم به کمک این امواج کنترل می‌شوند. ماشین‌ها، قایق‌ها و هواپیماهای اسباب بازی را نیز می‌توان با امواج رادیوی کنترل کرد.

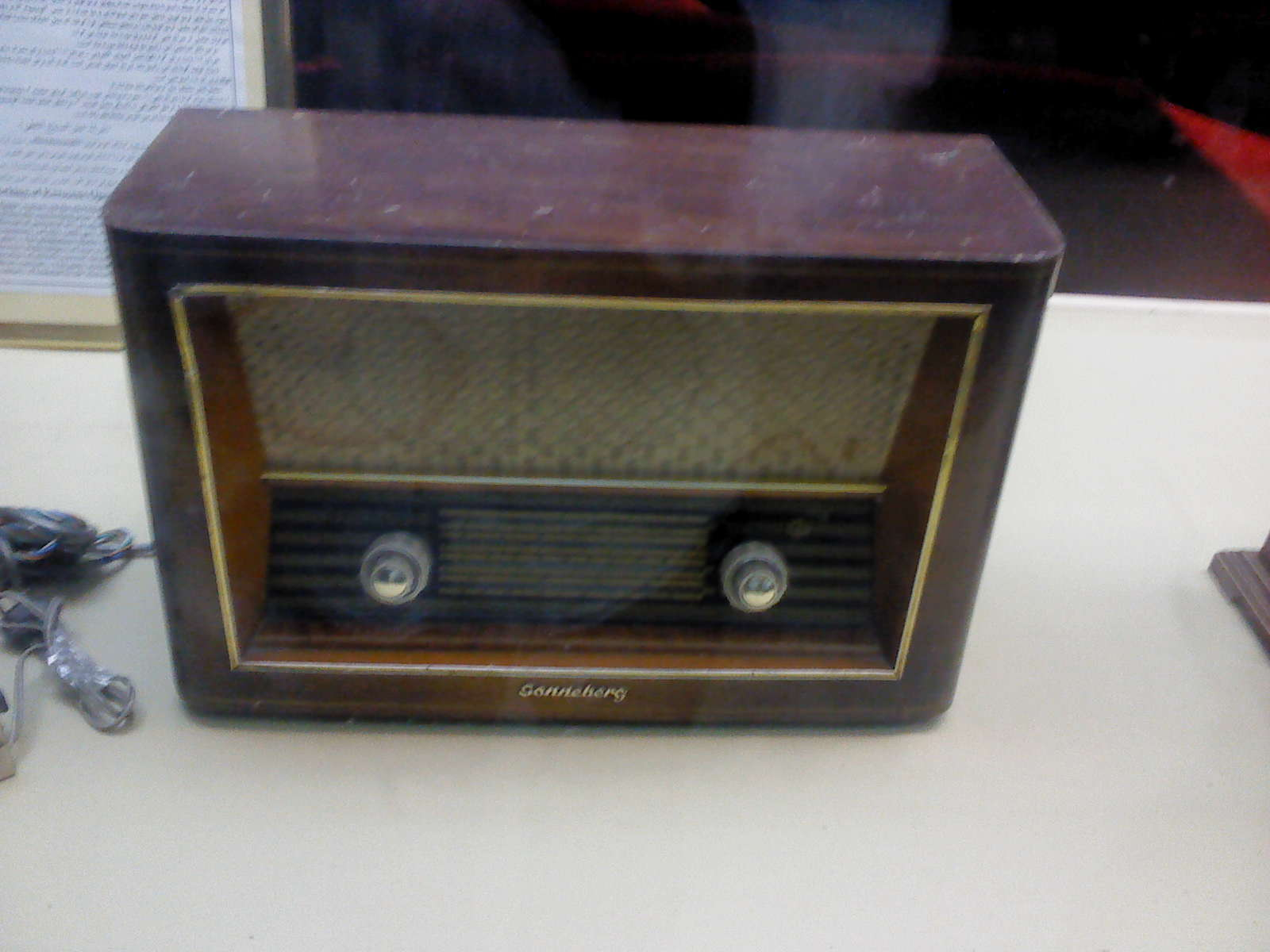
یک رادیوی قدیمی-موزهٔ آستان قدس رضوی

## تصورات نادرست
گولیلمو مارکونی رادیو را اختراع نکرد بلکه آن را برای ارتباطات و به‌کارگیری عمومی گسترش داد. اختراع رادیو به نام مارکنی ثبت شده و امروزه همه او را به عنوان مخترع این وسیله می‌شناسند. در حالی که در سال ۱۹۴۳ دادگاه عالی آمریکا به دلیل اینکه تسلا سال‌ها پیش رادیو را اختراع کرده بود، حق اختراع مارکنی را باطل کرد! امواج رادیویی هم از فرکانس‌هایی هستند که نیاز به فرستنده و گیرنده دارند. تسلا در سال ۱۸۹۳ طی سمینار ملی لامپ‌های الکتریکی این موضوع را عنوان کرده بود. در سال ۱۸۹۷ تسلا اختراع رادیو را در اداره ثبت اختراعات آمریکا به ثبت رساند؛ با این حال در سال ۱۹۰۴ این اداره تصمیم خود را عوض و اختراع رادیو را به نام مارکنی ثبت کرد. حمایت توماس ادیسون و آندره کارنجیو از مارکنی دلیل اصلی این موضوع بود که تسلا را از دریافت مزایای اختراعش محروم کند. با این حال امروزه رادیو به عنوان یکی از چندصد اختراع نیکولا تسلا به حساب می‌آید.